# Fredrik Vilhelm von Hessenstein
Fredrik Vilhelm von Hessenstein, född 17 mars 1735 i Stockholm, död 27 juli 1808 på Schloss Panker i Holstein var en  svensk furste, riksråd, fältmarskalk, En av rikets herrar, Serafimerriddare och generalguvernör.

## Biografi

### Tidiga år
von Hessenstein föddes på egendomen Vestberga som son till kung Fredrik I och dennes älskarinna Hedvig Taube. Förutom sin värdighet såsom svensk furste så var han dessutom även Tysk-romersk riksfurste.

## Karriär
Hessenstein blev 1741 romersk riksgreve och 1742 svensk greve. 1747 utnämndes han till överste för Östgöta infanteriregemente – vid elva års ålder – samt befordrades 1756 till generalmajor, 1759 till generallöjtnant och 1770 till general. Han utnämndes 1772 till romersk riksfurste.
I pommerska kriget (1757-1762) deltog han med utmärkelse. Hessenstein tillhörde mösspartiet, och då han därför vid statskuppen 19 augusti 1772 avslog kung Gustav III:s anbud att bli överbefälhavare, fängslades han, men frigavs genast efter statskuppens genomförande. Samma år blev han romersk riksfurste.
Gustav III behandlade honom med mycken aktning, gav honom titeln "en af rikets herrar" (1773) och utnämnde honom till fältmarskalk (samma år). 1776 blev Hessenstein riksråd och generalguvernör i Pommern. Titeln riksråd fick han liksom riksdrotsen Wachtmeister och riksmarskalken Bonde efter rådets avskaffande (1789) behålla till 1791. Sistnämnda år nedlade han generalguvernörsämbetet och lämnade krigstjänsten.
1785 förklarades han för svensk furste, men blev aldrig introducerad som sådan på riddarhuset. 1799 tilldelade kung Gustav IV Adolf honom titeln "Durchlaucht" (i Tyskland en lägre form av "Eders/Hans Höghet").

## Personligt

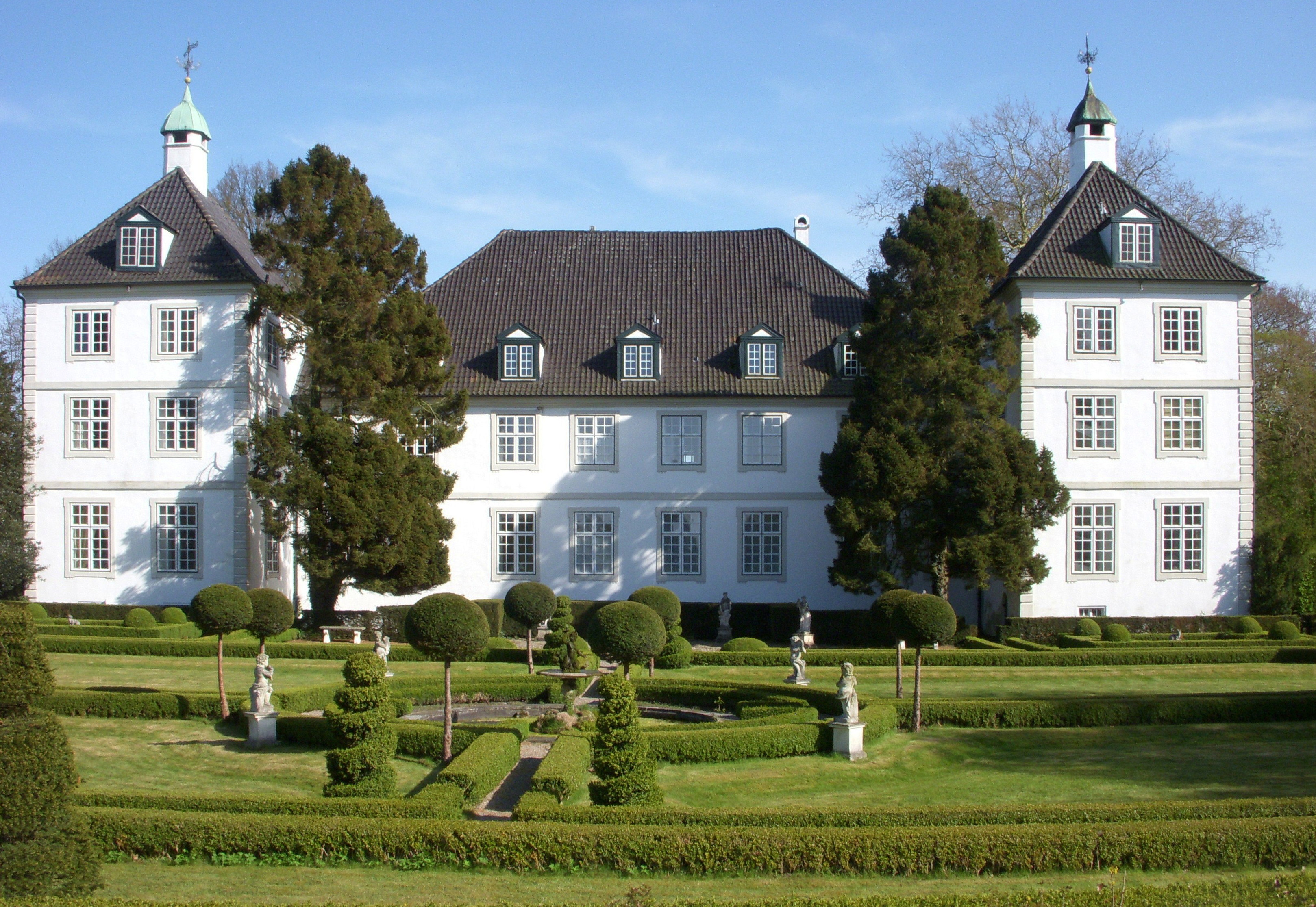
Schloss Panker beboddes av von Hessenstein.

### Ryktesspridning
Det förekom rykten om att prinsessan Sofia Albertina hade fött en dotter vid namn Sofia och en son vid namn Peter Niklas. Fredrik Vilhelm antogs som far till barnen samt Gustav Badin.[källa behövs]

### Övrigt
Jämte sin bror och sin syster Hedvig Amalia von Hessenstein figurerar han i Carl Jonas Love Almqvists roman Herrarne på Ekolsund från 1847.

## Utmärkelser[5]
- Kommendör med stora korset av Svärdsorden - 28 april 1748 vid ordens införande
- Riddare och Kommendör av Kungl. Maj:ts Orden (Serafimerorden) - 24 november 1755
- En af rikets herrar - 25 januari 1773

### Övriga källor
- Hessenstein, Fredrik Vilhelm von i Herman Hofberg, Svenskt biografiskt handlexikon (andra upplagan, 1906)
- Hessenstein, 2. Fredrik Vilhelm von i Nordisk familjebok (andra upplagan, 1909)